# 18 мая (фильм, 2007)
18 мая (англ. May 18; кор. 화려한 휴가, Hwaryeohan hyuga, досл. 'Великолепный отпуск') — южнокорейский фильм 2007 года, снятый режиссёром Ким Джи Хуном. Фильм рассказывает о событиях восстания в Кванджу во времена четвёртой республики в Южной Корее.
Корейское название Hwaryeohan hyuga (Великолепный отпуск) фильм получил в честь одноимённой военной операции по подавлению гражданских выступлений в Кванджу.

## Сюжет

### Предыстория
Фильм основан на жёстком подавлении выступлений в Кванджу 18 мая 1980 года. Накануне данных событий в Южной Корее произошёл государственный переворот в результате которого в стране было объявлено военное положение, закрыты университеты, запрещалась политическая деятельность и ещё больше была ограничена пресса. Для обеспечения соблюдения военного положения в разные части страны были отправлены войска. 18 мая 1980 года горожане Кванджу восстали против военной диктатуры Чон Ду Хвана и взяли город под свой контроль. Генерал Чон Ду Хван попытался подавить всех повстанцев с помощью военной силы.

### События фильма
Мин У (Ким Сан Гён) ведёт относительно мирную жизнь со своим младшим братом Джин У (Ли Джун Ги) — до того дня, когда правительство не решило отправить армейские части на подавление протестующих горожан. Горожане формируют ополчение, решившее защитить своих близких, и Мин У оказывается в центре всего этого.
Однажды внезапно происходит что-то неожиданное. Армейские части, вооружённые огнестрельным оружием и ножами, нападает и даже убивает мирных граждан.
В кинотеатр просачивается слезоточивый газ, и в него прыгает студент колледжа, а за ним следом солдат. Когда все люди, которые смотрели фильм, были выгнаны из кинотеатра, то увидели что солдаты избивают протестующих студентов.
Горожане Кванджу, которые несправедливо потеряли друзей, любимых и членов семьи на своих глазах, начинают формировать гражданскую группу, одним из лидеров которой стал Хын Су (Ан Сон Ги), офицер в отставке, возглавивший оборону города, которая продлилась в общей сложности 10 дней.
Между тем, Джин Ву зол на то, что его однокурсник был забит до смерти солдатами, когда он не был студентом, что побудило его друзей возглавить протест. Мин Ву хочет помешать своему младшему брату Джин Ву возглавить протест. Но Джин Ву не мог оставаться на месте, и, в конце концов, Джин Ву был застрелен солдатами на глазах у Мин Ву.
Губернатор провинции Южная Чолла прибывает на вертолете к горожанам перед провинциальным правительством, чтобы выступить посредником между ними. В эфире говорилось о выводе войск до часа дня, и гражданские силы верят словам и ликуют. Горожане ждут подходящего момента, но солдаты не отступают в обещанное время. Когда через динамики в здании правительства провинции звучит национальный гимн, горожане отдают честь, приложив правую руку к левой груди, в то время как солдаты садятся и готовятся стрелять в мирных жителей, а затем открывают огонь на поражение.

## В ролях
- Ким Сан Гён[англ.] — Кан Мин У.
- Ан Сон Ги[англ.] — Пак Хын Су
- Ли Ё Вон[англ.] — Пак Син Э
- Ли Джун Ги — Кан Джин У.
- Пак Чхоль Мин[англ.] — Ин Бон.
- Пак Вон Сан[англ.] — Ён Дэ.
- Сон Джэ Хо[англ.] — преподобный Ким.
- На Мун Хи[англ.] — На Джу Дэк.
- Сон Бён Хо[англ.] — учитель Чон.
- Пэк Бон Ги[англ.] — Вон Ги.
- Чон Ин Ги[англ.] — Джин Чхоль.
- Хван Ён Хи[англ.] - Ин Бон Чео, жена Ин Бона.
- Ли Оль - полковник Бэ.
- Чхве Джэ Хван — Бён Джо.
- Ю Хюн Кван — отец Бёна Джо.
- Им Хён Сон — Сан Пиль
- Пак Ён Су — генерал Чон
- Квон Тэ Вон — бригадный генерал Чхве Сун Ги
- Ум Хё Соп[англ.] — капитан Ким.
- Ким Чуль Ги — капрал Ю Сан Бён